# بلاك بيري 10
بلاك بيري 10 (بالإنجليزية: blackberry10)‏ هو نظام تشغيل صدر عام 2013. طُور هذا النظام من قبل شركة RIM والتي بدات في السنوات الأخيرة بالانهيار وذلك بسبب انخفاض المبيعات لديها وتريد ان تضع الامل في هذا النظام، تتوقع الشركة ان ينافس هذا النظام أندرويد وآي أو إس، ولن يعمل هذا النظام إلا مع أجهزة Blackberry 10 وهو أول جهاز سيكون من فئة Z وسيتم دعم جهاز Blackberry Playbook ويتميز النظام بالسرعة والخفة وذلك لاستعماله نواة مصغرة وهي نواة نظام تشغيل كيو إن إكس كما أن النظام سيكون مميز في التصوير والتصفح ناهيك ان بعض الشركات الشهيرة بدأت بدعم منصة Blackberry 10 مثل أدوبي بإدراجها أدوبي فلاش بلاير وتم تعديل سوق تطبيقات بلاك بيري بحيث يتم ادراج الموسيقى والفيديو ليكون قريبا إلى حد بعيد سوق آب ستور وسوف يكون ممتاز لدرجة كبيرة ويمكن أن نضيف جودة الأجهزة التي ستخرج.

## واجهة المستخدم
b-13